# Stalagtia skadarensis
Stalagtia skadarensis là một loài nhện trong họ Dysderidae.
Loài này thuộc chi Stalagtia. Stalagtia skadarensis được miêu tả năm 1970 bởi Kratochvíl.